# Государственный переворот в Либерии (1871)
Государственный переворот в Либерии (1871), также известный, как «Дело Роя» — событие в Либерии, приведшее к свержению президента Эдварда Джеймса Роя, представителя Партии истинных вигов, и его возможной заменой на посту президента Джозефом Дженкинсом Робертсом, представителя Республиканской партии.

## Предыстория

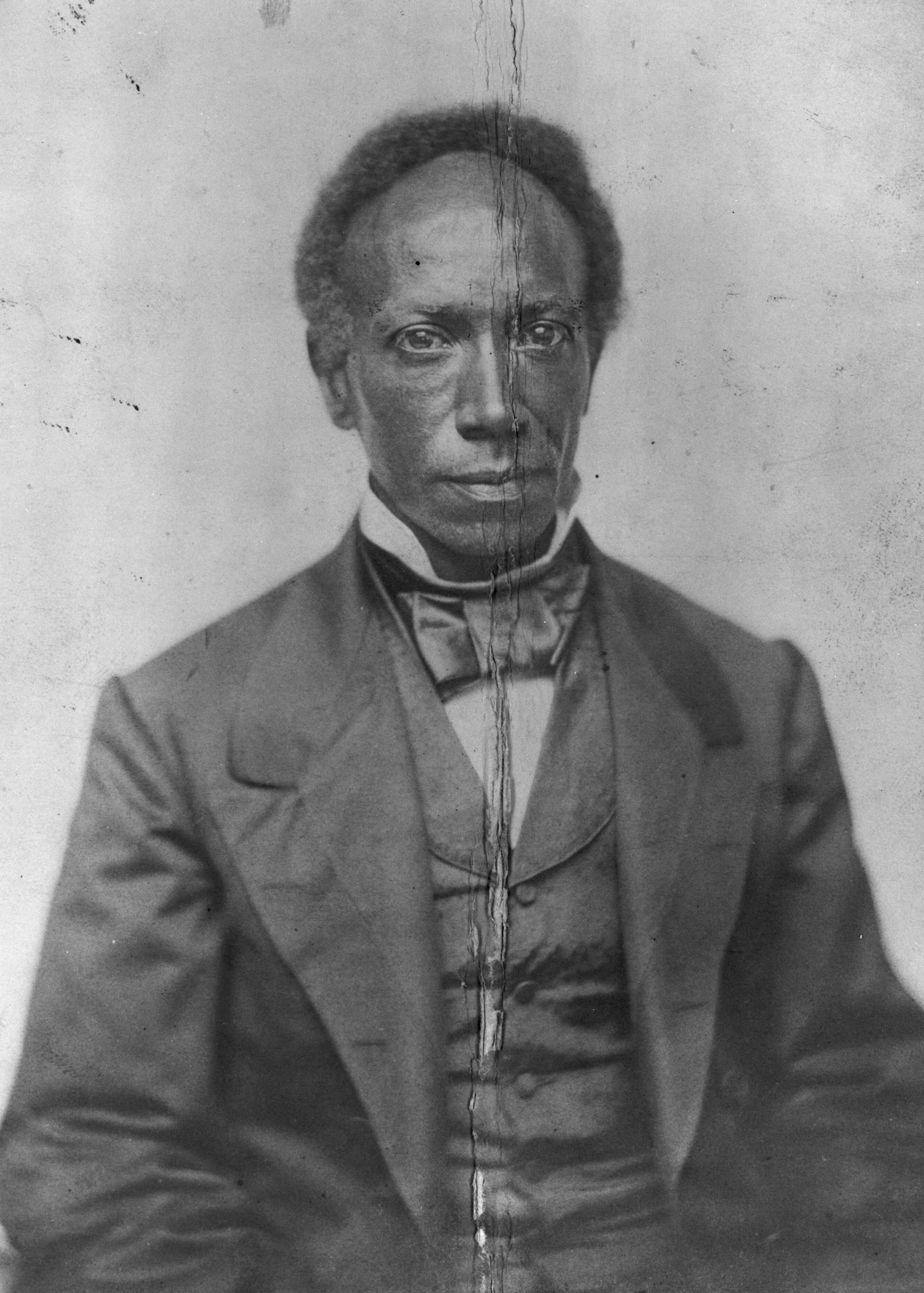
Эдвард Дж. Рой, 1850 г.

Эдвард Дж. Рой стал президентом Либерии в 1870 году, после своей победы на президентских выборах в 1869 году над Джеймсом Сприггсом Пейном, кандидатом от Республиканской партии — партии афроамериканцев смешанной расы. Рой был богатым америко-либерийским бизнесменом и представителем купеческого класса, в котором преобладали мулаты — тогдашние доминанты в либерийской политике. Первоначально он был членом Республиканской партии, но позже стал ярым активистом Партии истинных вигов — партии чернокожего богатого класса плантаторов и торговцев.

#### Спор о продолжительности срока

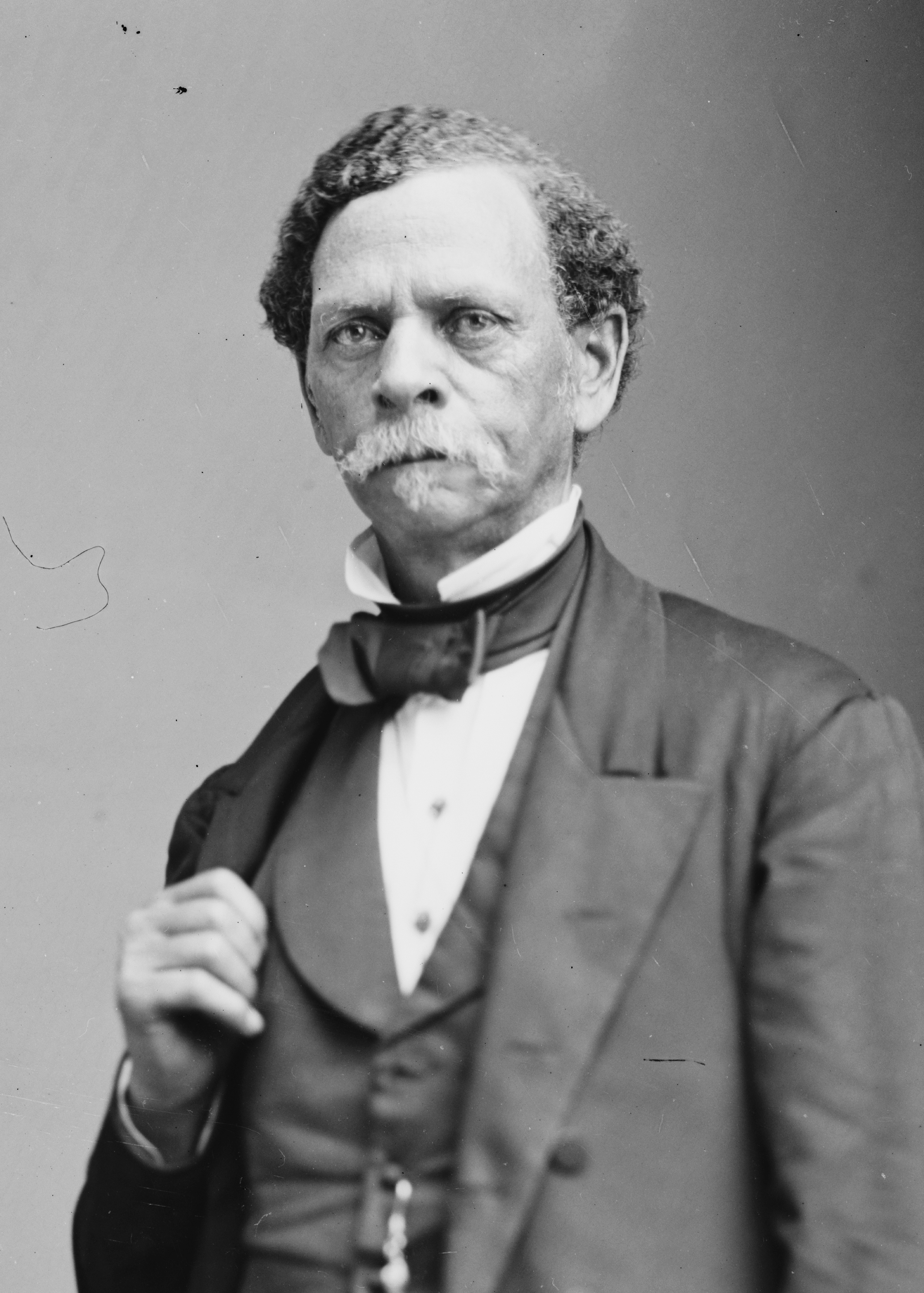
Джозеф Дж. Робертс, 1865 г.

В 1870 году Рой добивался внесения поправки в конституцию, позволяющей продлить президентский срок с двух до четырех лет. Результат референдума был оспорен Республиканской партией, которая в мае 1871 года организовала президентские выборы. Рой и его сторонники «истинные виги» считали выборы недействительными и не участвовали в них. Тем не менее республиканцы заявили, что их кандидат Джозеф Дженкинс Робертс был избран без сопротивления, и намеревались, чтобы Робертс вступил в должность в январе 1871 года в соответствии с существующей конституцией.

#### Кредитный спор
Либерия пережила экономический кризис в конце 1860-х годов в результате спада международной торговли, от которой во многом зависел американо-либерийский правящий класс. В 1871 году правительство Роя получило ссуду в размере 100 000 фунтов стерлингов от английского банка, связанного с Дэвидом Чайнери, британским консулом в Монровии. Условия кредита были неблагоприятными и отличались от условий, первоначально одобренных законодательным органом Либерии, включая более высокую процентную ставку, более короткий срок кредита и крупные авансовые отчисления, в результате чего казначейство Либерии немедленно получило меньшую сумму. Среди оппонентов Роя ходили слухи, что он и его сторонники были коррумпированы и незаконно присвоили средства из доходов от кредита.

## Переворот
В сентябре 1871 года новости об условиях кредитного соглашения вызвали беспорядки в столице Монровии, и начались уличные драки между сторонниками Роя и Робертса. В какой-то момент по президентской резиденции выстрелили из пушки. Движение против Роя было вызвано возвращением Робертса из поездки в Англию в следующем месяце. Республиканцы приветствовали его как избранного президента салютом из 21 орудия, в то время как его сторонники организовали «встречи граждан», направленные на отстранение Роя. На одном из этих собраний 24 октября была принята резолюция с требованием отставки Роя с поста президента. Две делегации республиканцев встретились с Роем, чтобы потребовать его отставки, но он отказался и вместо этого объявил о введении чрезвычайного положения. Несколько дней спустя он попытался покинуть страну на британском почтовом пароходе, но толпа помешала ему покинуть страну. 28 октября Рой был арестован и помещен под стражу вместе со своим госсекретарем и министром финансов.
Поскольку вице-президент Джеймс Скивринг Смит отсутствовал в столице, когда Рой был свергнут, 26 октября был создан Временный главный исполнительный комитет в составе трех офицеров, поддержавших Робертса, в который вошли Реджинальд Шерман, Чарльз Бенедикт Данбар и Амос Херринг. Комитет исполнял полномочия президента до 4 ноября 1871 года, когда не вернулся в столицу Джеймс С. Смит. Несмотря на импичмент, он впоследствии отбыл остаток срока полномочий Роя, пока Робертс официально не стал президентом 1 января 1872 года.

## Последствия
После инаугурации Робертса Рою, а также ряду членов его кабинета и сторонников было предъявлено обвинение в государственной измене. Он был признан виновным 10 февраля 1872 года и приговорен к смертной казни через повешение вместе с шестью другими должностными лицами. Смит был оправдан в государственной измене, а некоторые другие получили помилование или смягчили приговоры.
Рой умер через несколько дней после вынесения приговора при неопределенных обстоятельствах. Его имущество было конфисковано правительством Либерии. Согласно современным сообщениям министра США в Либерии, Рой сбежал из тюрьмы в ночь после осуждения, но его начала преследовать разгневанная толпа и, вследствие он утонул при попытке доплыть до английского корабля. Однако в «Истории Либерии» Абайоми Уилфрида Карнги 1926 года вместо этого говорится, что Рой умер в тюрьме после того, как его избила толпа, обнаружившая его попытку побега.
Переворот 1871 года был описан как «первый государственный переворот в современной Африке». По словам Амоса Сойера, переворот 1871 года «был первым серьезным испытанием институциональных механизмов, изложенных в конституции». Свержение Роя упоминалось в заключительном отчете Либерийской комиссии по установлению истины и примирению в 2010 году, в котором переворот охарактеризовался как «свержение мулатами первого полного чёрного президента».